# 1512
Cette page concerne l'année 1512  du calendrier julien.
L'année 1512 est une année bissextile qui commence un jeudi.

## Événements
- Janvier : Albuquerque envoie une seconde ambassade à Ayutthaya dirigée par Antonio Miranda de Azevedo[1].
- Février : Bâbur est chassé de Samarkand par les Chaybanides.
- 24 avril, Empire ottoman : Selim, non désigné pour la succession se révolte, fait déposer son père Bayazid II par les janissaires et mettre à mort ses frères et ses neveux, puis prend le pouvoir[2] (fin de règne en 1520).
- 15 août : Diego Velazquez fonde Nuestra Señora de la Asunción de Baracoa, première colonie espagnole de Cuba[3].
- Août, Afrique du Nord : Baba ‘Arudj, l’aîné des Barberousse, échoue à reprendre Bougie aux mains des Espagnols[4]. Cette même année il attaque le sultan hafside de Tunis qui lui abandonne Djerba[5].
- 7 septembre, Chine : la révolte des frères Liu dans le Henan (1510-1512) est écrasée par l'armée des Ming[6].
- 12 décembre : bataille de Ghadjdawân, près de Boukhara[7]. Une armée de Qizilbash est anéantie par les Ouzbeks. Le Séfévide Ismail Ier, allié de Bâbur, renonce à conquérir la Transoxiane. Le Chaybanide Ilbars, qui s'est mis à la tête de la révolte des sunnites du Khwarezm contre les Persans chiites, fonde un khanat indépendant de celui de Boukhara, qui deviendra le khanat de Khiva[7]. Il fonde la dynastie arabchahide (v. 1515-1804)[8].
- 27 décembre : promulgation des Lois de Burgos pour la protection des Indiens d'Amérique[9]. Elles instaurent l’encomienda, attribution de contingent de main-d’œuvre indigène aux colons du nouveau monde en échange d’une éducation chrétienne.

- Afrique occidentale : Askia Mohammed achève la pacification de la région du Bakhounou, tenue par les Peul de Tenguella, qui est tué. Son fils adoptif Koli Tenguella regroupe les Peul et s’empare du Fouta-Toro (l’ancien Tekrour) peuplé de Toucouleur musulmans où il fonde la dynastie Peul païenne des Denianké qui règne jusqu’au XVIIIe siècle[10]. Askia Mohammed fait ensuite alliance avec Kanta, roi du Kebbi, et marche vers l’est où il annexe les États Haoussas du Katsina, le Gobir et la ville de Kano (1512-1513)[11].
- Inde : Krishna Deva, roi du Vijayanagar, avance vers le Bijapur et prend Raichur[12].
- Insulinde : expéditions du Portugais Antonio de Abreu aux îles Banda[13]. Francisco Serrão l'accompagne. Il doit éviter toute démonstration militaire et n’apparaître que comme un commerçant. Son navire fait naufrage à Ambon, mais il le remplace par une jonque et atteint Ternate et reste neuf années aux Moluques. Il devient conseiller du sultan de Ternate[14].
- Le roi du Cambodge est renversé par un usurpateur et assassiné. L'héritier du trône Ang Chan se réfugié à Ayutthaya. Il retrouve son trône (sa présence est attestée en 1528 dans la capitale Lovek)[15].
- Géorgie : le roi David X de Karthli donne en apanage la principauté de Moukhran à son frère, Bagrat Ier[16].
- Début du règne de Mamia Ier de Gourie (1512-1534)[17].

### Europe
- 19 janvier : assemblée d'Arboga. Le Conseil de Suède envisage une détente avec le Danemark à la mort de Svante Nilsson Sture (2 janvier). Il désigne comme régent un noble prodanois, Erik Trolle, mais un mouvement populaire très fort se détermine en faveur du fils de Svante Nilsson Sture, Sten Sture le Jeune (1492-1520)[18].
- 6 février[19], Londres : le doyen de la cathédrale de Saint-Paul, John Colet, dénonce dans un sermon « la manière séculière et mondaine de vivre du clergé » et exhorte les prélats à « (faire) que soient respectées les lois contre la faute de simonie » ou celles qui « commandent la résidence personnelles des curés dans les paroisses »[20].
- 19 février : Bayard est blessé au siège de Brescia, où a lieu un énorme massacre de civils[21].

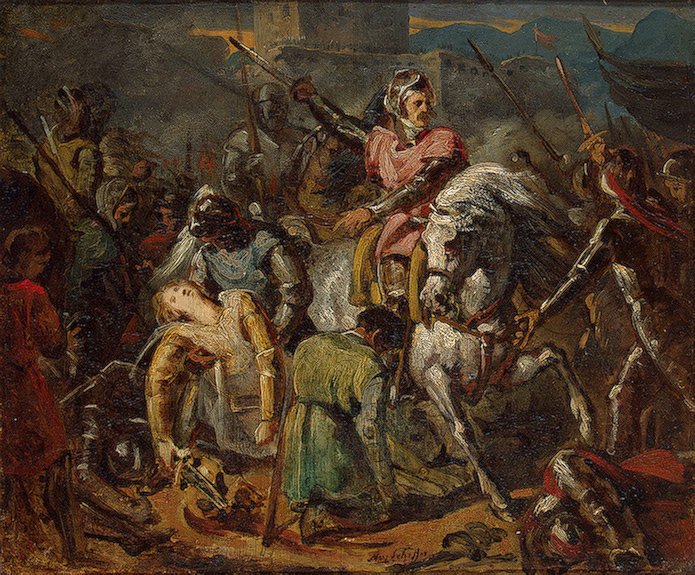
11 avril : bataille de Ravenne. Mort de Gaston de Foix-Nemours

- 11 avril : bataille de Ravenne : Victoire inutile de Gaston de Foix, duc de Nemours, qui est tué à l’âge de 22 ans, contre la Sainte Ligue. La présence française s’effondre en Italie du Nord.
- 21 avril : le pape Jules II est déposé par le concile de Pise (qui, depuis quatre mois, siège à Milan) ; cela reste sans effet[22].
- 3 mai : ouverture du concile du Latran (XVIIIe concile œcuménique et Ve du Latran), convoqué par le pape Jules II pour faire face aux initiatives gallicanes des conciles de Pise et de Tours (1511)[21]. Il frappe le royaume de France d’interdit. Il ne prend que des décisions de détail et échoue dans sa tentative de réforme de l’Église catholique. La suprématie romaine est réaffirmée (fin en 1517).
- 17 mai : Maximilien abandonne Louis XII et rejoint la Sainte Ligue[23].
- Juin : La Palice évacue l'Italie[21].
- 21 juin : révolte des Génois contre les Français[24].
- 29 juin : Jean II de Campo Fregoso, envoyé par le pape Jules II est proclamé doge de Gênes[21] (fin en 1513).
- 21 juillet : Ferdinand II d'Aragon envahit la Navarre[25].
- 23 juillet : Sten Sture le Jeune devient régent de Suède[26]. Il s’appuie sur le Riksdag (diète) pour moderniser l’État, sape la puissance du Conseil et renforce l’administration centrale. Grâce à une habile propagande politique, il est apprécié du peuple, mais les Grands, conduits par le jeune archevêque d’Uppsala Gustave Trolle, prodanois et partisan de l’union de Kalmar, résistent à ses tentatives absolutistes (1516).
- 25 juillet : le duc d'Albe occupe Pampelune. Ferdinand II d'Aragon s'empare de la Haute-Navarre espagnole au détriment des Albret-Foix[27].

Juillet, Cologne : division du Saint-Empire romain germanique en 12 cercles

- Juillet : la diète d'Empire réunie à Cologne organise le territoire allemand sur un modèle fédéral : l’empire est partagé en 12 cercles (Kreis), de tailles moyennes, faciles à administrer[28].
- 10 août : bataille de Saint-Mathieu. La flotte anglaise détruit deux bâtiments français dans le port de Brest[29].
- 14 août-9 septembre : siège et capitulation de Tudela ; Ferdinand II d'Aragon prend le titre de roi de Navarre[25].
- 29 août : prise de Prato (près de Florence). La ville est mise à sac pendant 21 jours par les troupes papales de Raimond de Cardona[30]. Les troupes françaises se replient de Toscane après la bataille de Prato.
- 16 septembre : la république s’effondre à Florence[21]. Les Habsbourg réinstallent les Médicis à la tête de Florence.
- 18-19 octobre : Martin Luther est reçu docteur en théologie. Il occupe la chaire d’enseignement biblique à l'université de Wittemberg[31].
- 31 octobre : la chapelle Sixtine est ouverte au public[32].
- Novembre : les troupes du grand-prince de Moscou Vassili III entrent en campagne pour s'emparer de Smolensk. Nouvelle guerre de la Russie contre la Pologne et la Lituanie (fin en 1522)[33].
- 29 décembre : Maximilien Sforza rentre à Milan[21].

- Norvège : le pape intervient sans succès en faveur de l’archevêque de Hamar que le vice-roi Christian a fait arbitrairement emprisonner[34].
- Les nouveaux chrétiens d’Espagne et du Portugal commencent à s’installer à Anvers[35] et à Londres. La famille marrane portugaise des Mendes crée une succursale bancaire à Anvers[36].

## Naissances en 1512
- 15 janvier : Gaspar de Quiroga y Vela, cardinal espagnol († 12 novembre 1594).
- 31 janvier : Henri Ier de Portugal, cardinal et roi de Portugal († 31 janvier 1580).
- 5 mars : Gerardus Mercator (Gerhard Kremer), géographe, à Rupelmonde, en Flandre, de parents allemands récemment émigrés († 2 décembre 1594).
- 10 avril : Jacques V d'Écosse, roi d'Écosse († 14 décembre 1542).
- 30 avril : Georges II de Münsterberg-Œls, duc d'Oels. Il porte aussi le titre de comte de Glatz († 13 janvier 1553).
- Mai[37] : Tabinshwehti, roi de Birmanie († 1550).
- 5 juillet : Cristoforo Madruzzo, cardinal germano-italien († 5 juillet 1578).
- 25 juillet : Diego de Covarrubias, homme d'église espagnol († 27 septembre 1577).
- 4 décembre : Jerónimo Zurita, historien et écrivain espagnol († 3 novembre 1580).
- 21 décembre : Boniface IV de Montferrat, marquis de Montferrat († 6 juin 1530).
- Date précise inconnue :
  - Galeazzo Alessi, architecte italien († 30 décembre 1572).
  - Luigi Anguillara, médecin et botaniste italien († 5 septembre 1570).
  - Jacques Babou de La Bourdaisière, prélat français, évêque d'Angoulême († 26 novembre 1532).
  - Nicolas Bousmard, prélat français, évêque de Verdun († 10 avril 1584).
  - Laurent Capponi, baron de Crève-Cœur et seigneur d'Ambérieux-en-Dombes († 1573).
  - Godefroid Coart, martyrisé à Gorcum par les Gueux de la mer et pendu à Brielle sous les ordres de Guillaume II de la Marck[38] († 9 juillet 1572).
  - Artus de Cossé-Brissac, homme de guerre et diplomate français († 15 février 1582).
  - Domingo de Salazar, missionnaire dominicain espagnol, premier évêque de Manille († 4 décembre 1594).
  - Prospero Fontana, peintre maniériste et d'histoire italien († 1597).
  - Pedro de Gamboa, maître d'œuvre et architecte espagnol († 1552).
  - Jean Guyot de Châtelet, compositeur et poète liégeois († 1588).
  - Itō Yoshisuke, daimyo de la période Sengoku († 29 août 1585).
  - Martin Kromer, cartographe, diplomate et historien allemand († 23 mars 1589).
  - Jacques Lainez, prêtre jésuite et théologien espagnol († 15 janvier 1565).
  - Bernardino Lanino, peintre italien († 1583).
  - Guido de Lavezaris, gouverneur général espagnol des Philippines († 1582).
  - Leonor de Castro Mello et de Meneses, Duchesse de Gandia († 27 mars 1546).
  - Catherine Parr, sixième et dernière épouse de son troisième mari, Henri VIII († 5 septembre 1548).
  - Jean V de Parthenay, noble français protestant († 1er septembre 1566).
  - Nicolas Payen, compositeur franco-flamand († 1559).
  - Antonio da Ponte, architecte et ingénieur suisse-italien († 20 mars 1597).
  - Nicolas Radziwiłł Le Rouge, chancelier du grand duché de Lituanie, gouverneur du voïvode de Vilnius et grand hetman de Lituanie († 27 avril 1584).
  - Lorenzo Rustici, peintre italien de l'école siennoise († 1572).
  - Charles de Sainte-Marthe, théologien, humaniste et poète français († 1555).
  - Melchor Bravo de Saravia, conquistador espagnol, vice-roi du Pérou par intérim et gouverneur royal du Chili († 1577).
  - Thomas Sébillet, homme de lettres français († 1589).
  - Şehzade Mahmud, prince ottoman, fils de Soliman le Magnifique († 1521).
  - Adrien Turnèbe, poète et humaniste français († 12 juin 1565).
- Vers 1512 :
  - Henry Balnaves, politicien écossais et réformateur religieux († février 1570).
  - Battista del Moro, peintre italien († vers 1573).

## Décès en 1512
- 2 janvier : Svante Nilsson, régent de Suède[18].
- 2 février : Hatuey, chef antillais, brûlé vif à Yara.
- 22 février : Amerigo Vespucci (explorateur italien).
- 11 avril : Gaston de Foix, duc de Nemours, à l'âge de 22 ans.

- Michel Colombe, sculpteur français à Tours (fin 1512 ou 1513).
- Georges Ier Gourieli, duc de Gourie, en Géorgie (1483-1512)